# Machimus rudis
Machimus rudis är en tvåvingeart som beskrevs av Becker 1923. Machimus rudis ingår i släktet Machimus och familjen rovflugor. Inga underarter finns listade i Catalogue of Life.